# Бранденбург-Кюстрин

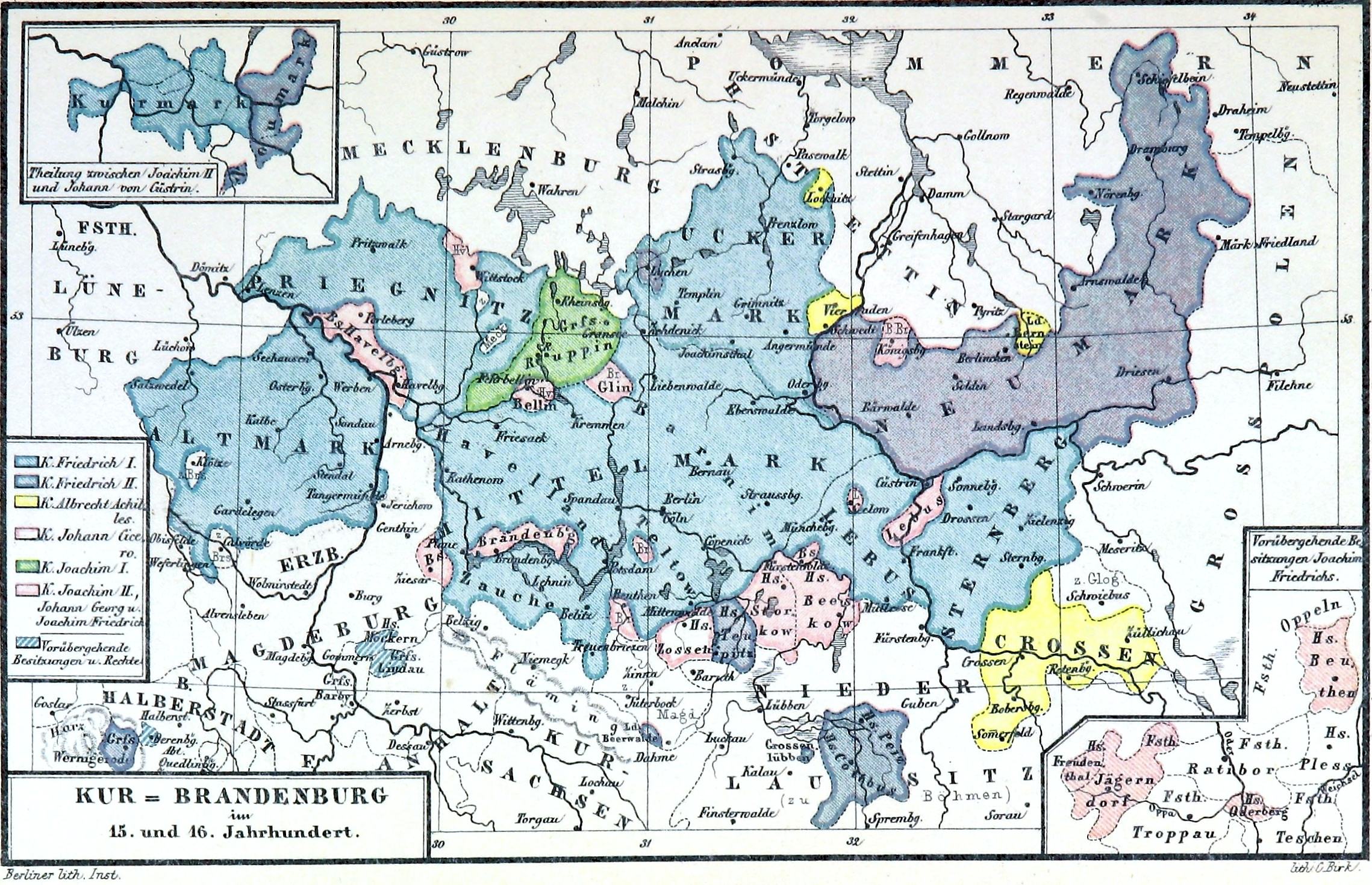
Раздел курфюршерства Брандербург в 1535 году. Бранденбург-Кюстрин выделен тёмно-синим цветом.

Бранденбург-Кюстрин (нем. Brandenburg-Küstrin) — маркграфство в составе Священной Римской империи, возникшее как секундогенитура Гогенцоллернов и существовавшее в 1535—1571 годах с центром в Кюстрине.
Вопреки династийному закону, установленному его дедом Альбрехтом Ахиллом, курфюрст Бранденбурга Иоахим I постановил передать часть Новой марки своему второму сыну Иоганну. Титул курфюрста унаследовал его старший сын Иоахим II.
Иоганн умер в 1571 году, не оставив наследников по мужской линии, и Бранденбург-Кюстрин вновь вошёл в состав курфюршества при внуке Иоахима I курфюрсте Иоганне Георге.
Единственный правитель Бранденбург-Кюстрина — Иоганн Мудрый, известный также как Ганс Кюстринский.